# Atractantha cardinalis
Atractantha cardinalis là một loài thực vật có hoa trong họ Hòa thảo. Loài này được Judz. mô tả khoa học đầu tiên năm 1992.